# Diaptomus pribilofensis
Diaptomus pribilofensis är en kräftdjursart som beskrevs av Juday och Richard Anthony Muttkowski. Diaptomus pribilofensis ingår i släktet Diaptomus och familjen Diaptomidae. Inga underarter finns listade i Catalogue of Life.